# Каррузель
Каррузе́ль (итал. carosello, фр. carrousel) — конная военная игра, достигшая большого развития в XVII веке (заменив турниры рыцарей). 
Из Италии военная игра при Генрихе IV и Людовике XIII перешла во Францию. Особенною роскошью отличались итальянские каррузели, а также устраивавшиеся Людовиком XIV. В других источниках указано что карусель (итал. carosello, франц. carrousel — конная военная игра, достигшая большого развития в XVII столетии (заменив турниры), из Италии перешли во Францию при Генрихе IV, и сохранившаяся до конца XIX столетия.

## Порядок игры
Первоначально игра состояла из дефилирования колесниц, украшенных аллегорическими фигурами. 
Вскоре колесницы заменены были кадрилями; они состояли из отряда всадников, сопровождаемых пажами, оруженосцами и музыкантами. Каждая кадриль принимала особые костюмы и цвета, имевшие фантастический, а иногда и исторический характер. 
Порядок каррузели был следующий: под звуки труб кадрили всадников парадировали перед публикой, скрещивались и разъезжались, образуя различные фигуры. Затем начинался примерный бой на копьях (joutes) или на деревянных палицах. Во время небольшого антракта происходило иногда поэтическое состязание, состоявшее в восхвалении стихами присутствующих дам или государя. Затем начинались игры, состоявшие в метании дротика, рубке чучел, попадании копьём в кольцо и т. п. Каррузель оканчивалась общей скачкой. 

## В России
В России каррузели стали устраиваться при Екатерине II, на Царицыном лугу в Санкт-Петербурге. Первая такая каррузель происходила в 1766 году; участвовавшие в ней были в костюмах разных народов и разделялись на 4 кадрили: славянскую, индийскую, римскую и турецкую. Над последними двумя начальствовали гр. Григорий и Алексей Орловы.

## В XIX веке
В Париже в 1893 году во время мероприятий в рамках Франко-русского союза была устроена каррузель в честь русских моряков.

## Географические термины со словом Каррузель
- Мост Каррузель — мост через Сену в Париже.
- Площадь Каррузель — парижская площадь с западной стороны Лувра, украшена триумфальной аркой.
- Арка на площади Каррузель — триумфальная арка в Париже.